# Petalura ingentissima
Petalura ingentissima – gatunek ważki z rodziny Petaluridae.